# Aristolochia argentina
Aristolochia argentina là một loài thực vật có hoa trong họ Aristolochiaceae. Loài này được Griseb. mô tả khoa học đầu tiên năm 1874.